# Diocèse de Tuxtepec

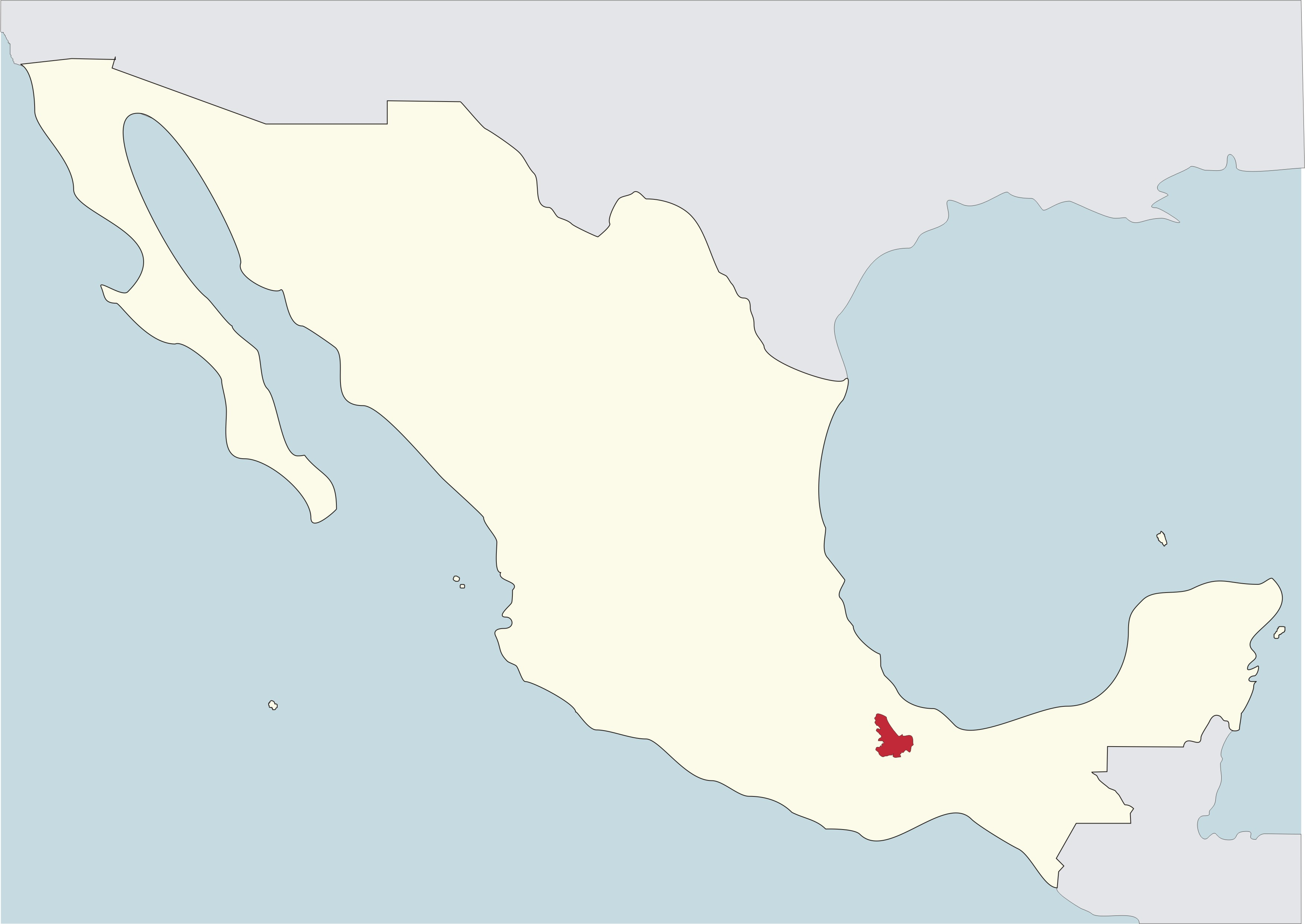
Diocèse de Tuxtepec en rouge sur la carte du Mexique

Le diocèse de Tuxtepec (en latin : Dioecesis Tuxtepecensis ; en espagnol : Diócesis de Tuxtepec) est un diocèse de l'Église catholique du Mexique, suffragant de l'archidiocèse d'Antequera.

## Territoire
Il comprend une partie nord de l'État de Oaxaca avec le district de Tuxtepec et les municipalités de San Pedro Sochiapam et de San Juan Bautista Tlacoatzintepec dans le district de Cuicatlán.
Il possède un territoire d'une superficie de 6 000 km2 divisé en 29 paroisses. Le siège épiscopal est dans la ville de San Juan Bautista Tuxtepec où se trouve la cathédrale Saint-Jean-Baptiste.

## Historique
Le diocèse est érigé le 8 janvier 1979 par la constitution apostolique Nuper sacer du pape Jean-Paul II en prenant une partie du territoire de l'archidiocèse d'Antequera dont Tuxtepec devient suffragant.

## Évêques
- José de Jesús Castillo Rentería, M.N.M (8 janvier 1979 - 11 février 2005)
- José Fernández Hurtado (11 février 2005 - 26 septembre 2014), nommé archevêque de Durango
- José Alberto González Juárez, depuis le 6 juin 2015